# Економіка Зімбабве
Зімбабве — аграрно-індустріальна країна з розвиненою гірничодобувною промисловістю. Зімбабве — одна з найменш економічно розвинених держав Африки. Основні галузі промисловості: гірнича (мідна, нікелева та інші), сталеливарна, хімічна, цементна, деревообробна, харчова. Країна багата на корисні копалини і має розвинутий промисловий сектор, який процвітає завдяки товарному сільськогосподарському виробництву, сучасній добре розвинутій базі виробничої інфраструктури і кваліфікованим кадрам робітників.

## Історія

Експорт Зімбабве у 2006

Структура ВВП (1997): бл. 23 % — доходи від готелів, ресторанів і туризму, 11 % — продукції сільського господарства і 7 % — гірничодобувної галузі, 8 % — обробна промисловість, де широко використовується місцева сільськогосподарська і мінеральна сировина. Уряд Зімбабве зберіг і закріпив систему жорсткого державного регулювання, запроваджену в період правління білої меншини. Процес централізації економіки, який тривав до 1998 року, мав на меті створення сприятливих економічних умов для чорної більшості. Однак система державного регулювання економіки Зімбабве стала головною причиною її відставання за макроекономічними показниками, у 1990-х роках в країні постійно зривалася реалізація узгоджених з МВФ програм структурної перебудови економіки. Розширення штатів державних підприємств та установ, відсутність конкуренції при домінуванні державного сектора, погане управління і корупція, витрати на відправку військ в ДРК у 1998 році спричинили загострення хронічної економічної кризи. У 1997—1998 рр. зімбабвійський долар знецінився, резерви твердої валюти значно скоротилися, різко зросла інфляція, підвищилися внутрішні відсоткові ставки, і профспілки почали виступати проти політики уряду.
За даними [Index of Economic Freedom, The Heritage Foundation, U.S.A. 2001]: ВВП — $ 8,2 млрд. Темп зростання ВВП — 2,5 %. ВВП на душу населення — $703. Прямі закордонні інвестиції — $ 46 млн. Імпорт (продукція обробної і хімічної промисловості, машини і транспортне обладнання, паливо та електроенергія, автомобілі) — $ 4 млрд (г.ч. Півд. Африка — 52,01 %; Велика Британія — 4,8 %, Китай — 3,8 %, Японія — 3,5 %, США — 3,4 %). Експорт (тютюн і тютюнові вироби, продовольство, золото, феросплави, нікель, залізо і сталь, азбест, волокно бавовни, текстиль, швейні вироби і взуття) — $ 3,8 млрд (г.ч. Півд. Африка — 13,0 %; Велика Британія — 7,6 %, Ботсвана — 7,5 %, Малаві — 5,9 %, Японія — 5,8 %).

## Сільське господарство

В останні роки значно впало виробництво сільськогосподарської продукції в Зімбабве

У 1990-х роках бл. 65 % всієї сільськогосподарської продукції і 78 % зерна вироблялося в товарних фермерських господарствах. Зімбабве забезпечує свої внутрішні потреби у багатьох видах продовольства. Основна продовольча культура — кукурудза. Інші важливі культури — просо і сорго. Найважливіші товарні культури — тютюн (дає 50 % надходжень від експорту сільськогосподарської продукції), бавовна, цукрова тростина і троянди, які експортуються в Європу. Вирощують також арахіс, соєві боби, ячмінь, маніок, картоплю, різні овочі і фрукти, переважно банани й апельсини, каву арабіку та чай. Високо розвинуте м'ясне і молочне тваринництво.

## Обробна промисловість
Основні галузі обробної промисловості — харчова, текстильна і швейна, взуттєва, меблева, металургійна і металообробна, тютюнова, броварна, хімічна, нафтопереробна, целюлозно-паперова і поліграфічна. Підприємства обробної промисловості сконцентровані в районі Хараре і Булавайо. Збиткові державні металургійні підприємства знаходяться в Квекве і поблизу Редкліффа.

## Енергетика
Понад 50 % необхідної енергії виробляється з місцевої сировини. Наприкінці 1990-х років бл. 45 % споживаної енергії виробляли ТЕС, які працювали на вугіллі з родовища Хванге, і 18 % — на ГЕС Кариба на р. Замбезі. Близько 18 % електроенергії експортують. В структурі енергоспоживання бл. 20 % — нафта, що надходить по нафтопроводу з порту Бейра (Мозамбік). Виробництво електроенергії у 2015 році склало 9,4 млрдю кВт*год.

## Транспорт
Основні види транспорту: залізничний, автомобільний. Близько 90 % вантажних перевезень здійснюється залізницею. Довжина залізниці Зімбабве — понад 3,4 тис. км (2014), вона з'єднує головні міста і центри видобувної промисловості. Залізнична мережа Зімбабве сполучена із залізницями сусідніх країн — Мозамбіку (з портами Бейра і Мапуту), Ботсвани і ПАР (з портами Дурбан, Іст-Лондон і Порт-Елізабет), Замбії, Танзанії (порт Дар-ес-Салам) і Демократичної Республіки Конго. Міжнародні аеропорти знаходяться в околицях Хараре, Булавайо і Вікторія-Фолс, в інших містах є аеропорти місцевого значення. Головна державна авіакомпанія Air Zimbabwe обслуговує внутрішні авіалінії, а також здійснює авіарейси в сусідні країни і Європу.